# Edwardsia sipunculoides
Edwardsia sipunculoides is een zeeanemonensoort uit de familie Edwardsiidae.
Edwardsia sipunculoides is voor het eerst wetenschappelijk beschreven door Stimpson in 1853.